# Hermann Abendroth (Dirigent)

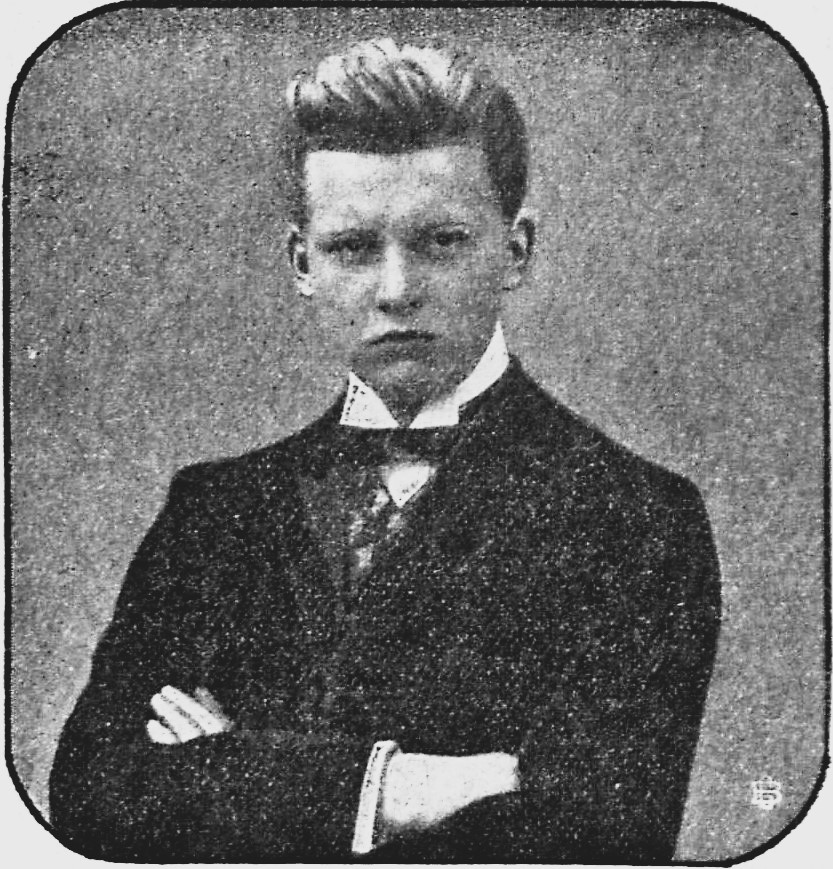
Hermann Abendroth (um 1905)

Hermann Paul Maximilian Abendroth (* 19. Januar 1883 in Frankfurt am Main; † 29. Mai 1956 in Jena) war ein deutscher Dirigent und Musikpädagoge. Er zählte zu den bedeutendsten Orchesterleitern des 20. Jahrhunderts.
Er war ab 1905 Musikdirektor in Lübeck und ab 1911 in Essen sowie von 1915 bis 1934 Chefdirigent des Gürzenich-Orchesters und Direktor des Kölner Konservatoriums. Seine Ernennung zum Generalmusikdirektor erfolgte 1918. Als Nachfolger des von den Nationalsozialisten aus Deutschland vertriebenen Bruno Walter dirigierte er bis Kriegsende das renommierte Gewandhausorchester zu Leipzig. Abendroth konnte nach 1945 an seine Erfolge im NS-Deutschland anknüpfen. Er übernahm 1945 die Staatskapelle Weimar und leitete gleichzeitig bis zu seinem Tod die Rundfunk-Sinfonieorchester Leipzig und Berlin.
Abendroth hat sich insbesondere als Interpret von Werken Beethovens, Brahms’, Bruckners und Mozarts verdient gemacht. Es existieren nicht viele Schallplattenaufnahmen von Abendroth, der beim breiten Publikum rasch in Vergessenheit geriet.

## Leben und Wirken

### Ausbildung in München
Hermann Abendroth wurde am 19. Januar 1883 als Sohn des Buchhändlers August Moritz Abendroth und seiner Frau Henriette Frohmann, Tochter eines Spielwarenfabrikanten, in Frankfurt am Main geboren.:14 Er wuchs in einem kulturbegeisterten Elternhaus auf. Abendroth besuchte von 1888 bis 1900 das Wöhler-Realgymnasium und die Handelsschule in Frankfurt. Zu seinen Schulfreunden gehörte der Komponist Walter Braunfels. Von 1900 bis 1901 wurde er auf Wunsch des Vaters als Buchhändler in München, wo auch seine Schwester wohnte, ausgebildet.:15
Im Anschluss studierte Abendroth bis 1904 Musiktheorie und Komposition bei Ludwig Thuille, Klavier bei Anna Hirzel-Langenhan (Schülerin von Theodor Leschetizky) und Dirigieren bei Direktor Felix Mottl an der Königlichen Akademie der Tonkunst. Außerdem besuchte er Philosophievorlesungen an der Ludwig-Maximilians-Universität München.:17 Seine Lehrer waren mehrheitlich durch die Neuromantik geprägt. Bereits als Student 1903 wurde Abendroth Mitglied im von Richard Strauss geführten Allgemeinen deutschen Musikverein (ADMV), der ihm viele Kontakte zu Musikerpersönlichkeiten ermöglichte.:20 Ab 1910 saß er im Musikausschuss des ADMV und war damit qua Amt auch Vorstandsmitglied. Zudem leitete er den Chor des Münchner Orchestervereins und den Münchner Orchesterverein Wilde Gungl.

### Stationen in Lübeck und Essen

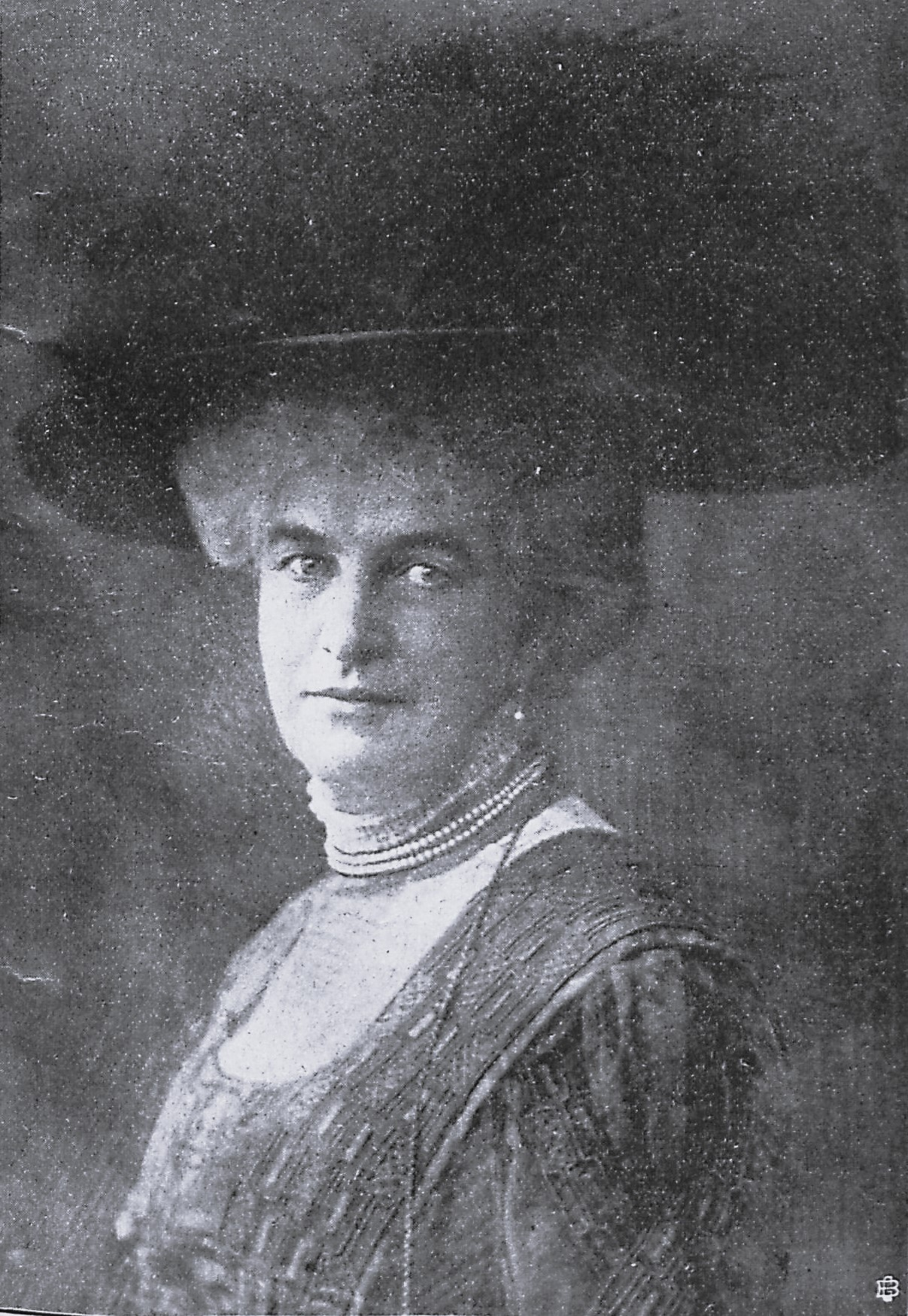
Mäzenin Ida Boy-Ed

Als Ugo Afferni seinen Wechsel vom Lübeckischen Philharmonischen Orchesters des Vereins der Musikfreunde zum Wiesbadener Kurorchester für den Herbst 1905 bekannt gab, gingen bei dessen Vorstand neunzig Bewerbungen um dessen Nachfolge ein. Dieser lud die Kapellmeister Fritz Binder aus Danzig, Carl Ehrenberg aus Posen, José Eibenschütz aus Åbo und Abendroth aus München ein, damit sie Probekonzerte mit dem Orchester des Vereins abhielten. Am 2. Mai 1905 entschied die Majorität des Vorstandes, dass Abendroth ab dem Herbst des Jahres die Stelle des Dirigenten im Konzerthaus Fünfhausen und Kolosseum einnehmen werde. 1907 wurde er zusätzlich erster Kapellmeister für Konzerte und Opern am Stadttheater Lübeck und ab 1910 Leiter des Philharmonischen Chores Lübeck. Daneben assistierte er Mottl bei Wagner-Aufführungen am Prinzregententheater in München und Bayreuth. Finanziell gefördert wurde er, wie auch sein lübeckischer Nachfolger Wilhelm Furtwängler, durch die Schriftstellerin Ida Boy-Ed.:23
Boy-Ed verfasste aus Bewunderung für Abendroth ein Gedicht::27
Was du mir warst – spät sei er noch gesagt –

Du warst mir Glanz und Lebenshelle,

Der Graue Unmut war verjagt,

Wenn du betratest meine Schwelle –

Dir gab ein Gott so lichtes Wesen,

Daß – wer Dein Freund war –

Durfte daran genesen.
Im Jahr 1911 heiratete er die Schauspielerin Elisabeth Walter, Tochter des Neustrelitzer Theaterdirektors Hugo Julius Franz Walter. Auch als er nicht mehr in Lübeck tätig war, kehrte er häufig dorthin zurück. Wie Thomas Mann aus München, Fritz Behn aus Argentinien, beide waren wie er in Lübeck einst von Ida Boy-Ed gefördert worden, war Abendroth 1926 einer der geladenen Gäste zur 700-Jahr-Feier der Stadt. Der Höhepunkt des Festes am 6. Juni 1926 fiel mit dem 51. Geburtstag Thomas Manns zusammen. Deren ehemalige Mäzenin lud sie in ihre Wohnung am Burgtor. Dort verfolgten sie zuerst den Festzug und feierten im Anschluss den Geburtstag.
Von 1911 bis 1914 war Abendroth als Städtischer Musikdirektor Essens Nachfolger von Georg Hendrik Witte:28 und dirigierte bis 1916 die Essener Philharmoniker. Er reformierte die Programmgestaltung und ließ romantische und zeitgenössische Komponisten spielen. Im Jahr 1914 wirkte er als Dirigent am 49. Tonkünstlerfest des ADVM mit, wo er Kontakte zu Max von Schillings, Jean Louis Nicodé, Siegmund von Hausegger und Artur Schnabel knüpfte. Weitere Gäste in seinem Hause waren Wilhelm Furtwängler, Max Reger und Hans Pfitzner.

### Generalmusikdirektor von Köln
Von 1914 bis 1934 war er künstlerischer Leiter des Gürzenich-Orchesters:38 und des angeschlossenen Gürzenich-Chores Köln. Abendroth wurde Mitglied im Rotary Club Köln. Er verkehrte mit Persönlichkeiten wie Felix Weingartner, Otto Klemperer, Heinz Tiessen und Alfred Hoehn. Zu seinem 50. Geburtstag erhielt er von seinen Musikerfreunden die Originalpartitur der 7. Sinfonie von Anton Bruckner.:57 Richard Strauss schlug Abendroth 1918 als Nachfolger von Generalmusikdirektor Fritz Steinbach vor. Im selben Jahr ernannte ihn der Oberbürgermeister Konrad Adenauer zum GMD von Köln.:40 Ein Jahr später wurde er Professor für Dirigieren an der Staatlichen Hochschule für Musik Köln:40 und übernahm 1925 gemeinsam mit Walter Braunfels die Direktion der Kölner Musikhochschule, die sie zu einer der modernsten Institutionen ihrer Art in Deutschland ausbauten. 1922 dirigierte er das Niederrheinische Musikfest in Köln, und von 1922 bis 1923 gab er zusätzlich Konzerte bei der Staatskapelle Berlin.
Mit dem Gürzenich-Orchester entstanden keine Schallplattenaufnahmen. Ansehen erlangte er durch Uraufführungen, darunter das Te Deum (1922) von Walter Braunfels, Das Dunkle Reich (1930) von Hans Pfitzner (1930) und die Kantate Mitte des Lebens (1932) von Egon Wellesz. 1929 leitete er zudem die deutsche Erstaufführung von Schostakowitschs 1. Sinfonie.:40 Gastspiele führten ihn nach Amsterdam (1920), Moskau und Leningrad (1925 und 1927/28), England (1926), Magdeburg (1929), Venedig (1929), Stettin (1931), Chemnitz und Dresden (1933), Mannheim und Karlsruhe (1933 und 1934) und Norwegen (1934). Im Vereinigten Königreich stand er am Pult des London Symphony Orchestra und in Sowjetrussland beim Staatlichen Sinfonieorchester der UdSSR. Über seine Konzerte in der Sowjetunion hielt er später Vorträge an der Universität zu Köln und veröffentlichte die Erinnerungsschrift Meine Erlebnisse in Russland.:49 Von 1930 bis 1933 war er neben seiner Tätigkeit in Köln Generalmusikdirektor in Bonn und leitete interim das Beethoven Orchester.
Abendroths Repertoire umfasste nicht nur klassische und romantische Komponisten, sondern ebenso Komponisten wie Béla Bartók, Paul Hindemith, Arnold Schönberg, Franz Schreker und Igor Stravinsky. Noch im Jahr 1928 antwortete er auf eine Einladung zur Ehrenmitgliedschaft in der deutsch-nationalen Vortragsbühne des Westens,

„dass ich nicht gewillt bin, dem von Ihnen geplanten Ehrenausschuss beizutreten. Zwar bin ich Arier von Geburt, und auch meine Weltanschauung ruht auf dieser Basis, ich bin aber nicht geneigt, mich an einem Unternehmen zu beteiligen, das das Judentum planmäßig boykottiert.“

In der Spielzeit 1933/34 wurde sein Mitdirektor und Freund Walter Braunfels von den Nationalsozialisten als „Halbjude“ entlassen. Auch Abendroth stand in den 1930er Jahren unter Beobachtung der Kulturfunktionäre. Er passte sich an. 1933 trat er der Reichsmusikkammer (RMK) bei, in der er von 1933 bis 1945 die Fachschaft Musikerzieher und Chorleiter leitete.:61 Außerdem wurde er Mitglied des Verwaltungsausschusses der RMK. Ein Nichteintritt in die Reichsmusikkammer hätte ein Berufsverbot für ihn bedeutet, schließlich war die Mitgliedschaft in der neugegründeten Standesvertretung zur Berufsausübung obligatorisch, die Übernahme eines Amtes jedoch nicht. Abendroth dirigierte am 21. März 1933 das Gürzenich-Orchester zur „Feier der Nationalen Erhebung“,:39 aber sein Einsatz für jüdische Komponisten:40 und die Tourneen in die Sowjetunion:41 führten später zu Auseinandersetzungen mit dem Gauleiter von Köln-Aachen Josef Grohé. Die SA übte erheblichen Druck auf das gesamte Professorenkollegium aus (Abendroth wurde als Kulturbolschewist beschimpft). Abendroth weigerte sich jedoch, in die NSDAP einzutreten. Er wurde schließlich 1934 vom Oberbürgermeister Günter Riesen entlassen.:23 Danach war er zunächst als Reisedirigent aktiv.

### Gewandhauskapellmeister

8. Gewandhaus-Konzert (1944)

Abendroth hatte in den 1920er Jahren bereits die Uraufführung des Klavierkonzerts op. 22 von Paul Kletzki im Gewandhaus dirigiert und sich für das angesehene Amt zum ersten Mal beworben, damals war jedoch Wilhelm Furtwängler vorgezogen worden. 1934 wurde er auf Vorschlag von Oberbürgermeister Carl Friedrich Goerdeler, der ihn als „wirklich deutschen und national empfindenden Kapellmeister“ anpries, neuer Gewandhauskapellmeister in Leipzig.:39 Sein Vorgänger Bruno Walter hatte das Dritte Reich wegen seiner jüdischen Abstammung verlassen müssen. Das Leipziger Publikum begeisterte Abendroth nach 1934 vorrangig mit Werken von Bach, Beethoven und Brahms. Ausnahmen bildeten die Uraufführungen der 3. Sinfonie (1934) von Johann Nepomuk David und der Mozart-Variationen (1935) von Philipp Jarnach.:42
In Leipzig verkehrte er unter anderem mit Karl Höller, Julius Weismann, Karl Straube, Max Strub, Günther Ramin, Georg Kulenkampff und Walther Davisson. 1933 wurde er zum Professor für Dirigieren am Landeskonservatorium der Musik ernannt.:93 1935 war er auch kurzzeitig künstlerischer Leiter des Orchesters der kulturpolitischen Abteilung der NSDAP-Kreisleitung Leipzig. Zum 1. Mai 1937 trat er der NSDAP bei (Mitgliedsnummer 5.799.898). 1938 wurde er vom Präsidenten der RKK als Reichskultursenator vorgeschlagen.:39 Seine kulturpolitischen Abhandlungen erschienen in Zeitschriften wie Deutsche Kultur-Wacht, Nationalsozialistische Monatshefte oder Deutsches Volkstum. 1938 begrüßte er den Einmarsch in Österreich und den sogenannten Anschluss mit folgenden Worten:

„In der Musik gab es niemals eine Trennung zwischen Deutschland und Oesterreich. Daß die Zusammengehörigkeit dank der einzigartigen Tat des Führers nunmehr auch politisch vollzogen ist, dafür wird gerade die deutsche Musikerschaft dem Führer Dank wissen.“

Seit den 1930er Jahren war er Gastdirigent bei den Berliner Philharmonikern. Gastspiele führten ihn 1936 nach Südosteuropa sowie zu den Reichsmusiktagen 1938 nach Düsseldorf und zum Tag der Deutschen Kunst nach München.:44 Danach folgten weitere Verpflichtungen, so ab 1938 als künstlerischer Leiter des GewandhausChors, er übernahm das Chefdirigat beim Orchester des Landestheaters Darmstadt und 1941 beim Rhein-Mainischen Landesorchester Frankfurt. 1943/44 dirigierte er Wagners Meistersinger bei den Bayreuther Festspielen. Er trat regelmäßig in den von Deutschen besetzten Gebieten auf, unter anderem in Dänemark (1940), in den Niederlanden (1941), in Frankreich (1942 und 1943), auf dem Balkan (1943) und in Belgien (1944). 1943, 1944 und 1945 schlossen sich Auftritte bei den sogenannten „Kraft durch Freude-Konzerten“ an. In der Endphase des Zweiten Weltkriegs (August 1944) wurde er in die von Adolf Hitler genehmigte Gottbegnadeten-Liste der wichtigsten Dirigenten aufgenommen, was ihn vor einem Kriegseinsatz, auch an der Heimatfront, bewahrte.
Laut einem Artikel im Kölner Stadt-Anzeiger wird Abendroth bis heute in der Öffentlichkeit „als politisch windiger Opportunist und Karrierist abgetan“. Der Historiker Michael H. Kater verglich Abendroths politische Gesinnung mit dem Opportunismus von Hans Pfitzner und Siegmund von Hausegger. Besonders scharf kritisierte 2004 der Musikhistoriker Fred K. Prieberg den milden Umgang mit Abendroths NS-Vergangenheit. Er widersprach vereinzelten Darstellungen, wonach Abendroth der NSDAP beitreten musste, um Gewandhauskapellmeister zu werden, und verwies auf erfolgreiche Dirigenten der Zeit, die nicht Parteimitglieder geworden waren.:49
Andererseits kämpfte Abendroth von Anfang an gegen die von den Nationalsozialisten angestrebte Auflösung des ADMV. Er setzte sich für Werke sogenannter „entarteter“ Komponisten wie Ernst Toch, Hans Gál und Alban Berg ein. Sein privates Engagement für die Künstler Günter Raphael:101 und Wolfgang Kühne:104 zeichnet ein differenzierteres Bild von Hermann Abendroth. Die Musikwissenschaftlerin Irina Lucke-Kaminiarz, die 2007 eine Biografie über ihn veröffentlichte, sieht in Abendroths Handlungen gar eine Tendenz zur Inneren Emigration.:61 Beispielsweise argumentiert sie, dass ihn der fehlende „Ariernachweis“ seiner Frau (Ablehnung des Antrages auf Ariernachweis durch Amtsgericht Berlin 1938) und die damit verbundene Ungewissheit 1937 zum Parteieintritt bewogen hat.:87
Wegen seiner Parteimitgliedschaft verlor er am 5. November 1945 sein Leipziger Amt.:105 Zu den Vorgängen äußerte er sich am 20. November mit folgenden Zeilen:

„Ich habe nie ein Parteibuch gehabt, habe nie an Parteiversammlungen teilgenommen, mich auch sonst in der Partei in keiner Weise betätigt und habe nie außer den üblichen, den Mitgliedern auferlegte Spenden, der NSDAP einen Sonderbetrag zukommen lassen. Ich bin also nur ‚nominelles‘ zahlendes Mitglied und habe zu der Weltanschauung des Dritten Reiches mich immer nur ablehnend verhalten. Mein ganzes Interesse hat stets und einzig und allein meinen beruflichen und künstlerischen Aufgaben gegolten.“

### Generalmusikdirektor von Weimar
Obwohl er also kurzfristig auf der „Schwarzen Liste“ der US-Militärregierung stand, konnte er nach Abzug der Amerikaner an seine früheren Aufgaben anknüpfen.:39 Insbesondere seine früheren Besuche in der Sowjetunion kamen ihm dabei zugute. In der Leningrader Philharmonie hing sogar seit den 1920er Jahren ein Bild von Hermann Abendroth.:107 Der Verwaltungschef der Sowjetischen Militäradministration, General Iwan Kolesnitschenko, baute auf ihn. Schon 1948 erhielt er einen Persilschein (eingestuft als „nicht belastet“) des Personalprüfungsamts des Ministeriums des Innern des Landes Thüringen.

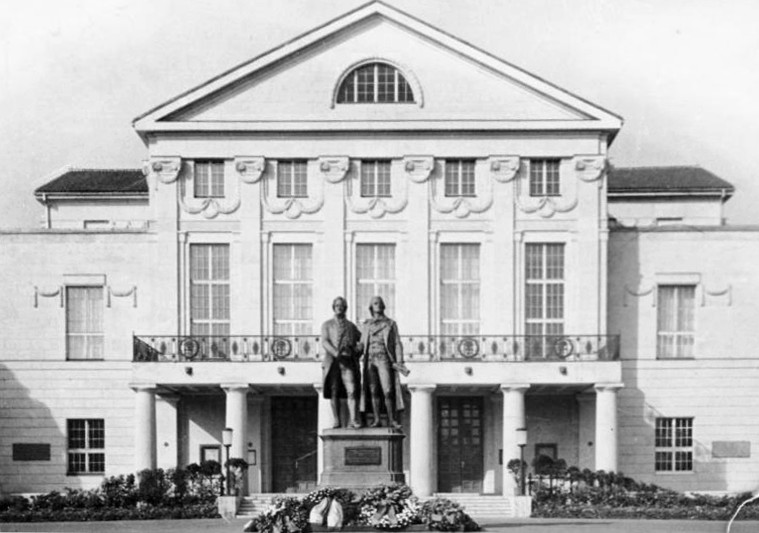
Nationaltheater Weimar, 1952

In der Musikstadt Leipzig wurde er aus politischen Gründen vorerst nicht mehr eingesetzt. Stattdessen wurde er 1945 musikalischer Oberleiter des Deutschen Nationaltheaters und damit der Staatskapelle Weimar;:109 ab 1947 als Generalmusikdirektor. Er vergrößerte das Orchester und erhöhte die Honorare der Musiker. Zu seinem Repertoire gehörten Werke russischer Komponisten wie Pjotr Tschaikowski, Dmitri Schostakowitsch, Igor Strawinski und Modest Mussorgski. Er brachte den Italien-Hymnus von Ottmar Gerster und das Konzert für Klavier und Orchester von Johann Cilenšek zur Uraufführung. Außerdem leitete er die deutsche Erstaufführung von Lutosławskis Mala suita. In Jena leitete er die Akademischen Konzerte. Konzerttourneen führten ihn durch alle Staaten des Ostblocks, die Sowjetunion (als erster deutscher Dirigent nach 1945), nach Finnland, die BRD und in die Schweiz. Des Weiteren dirigierte er 1950 beim Gründungsjubiläum der Kölner Musikhochschule und 1951 beim Prager Frühling. Der Pianist Bruno Hinze-Reinhold sah Abendroths Leistung darin, dass „aus dem guten Provinzorchester ein erstrangiger Klangkörper geschaffen“ wurde.:120
Zusätzlich war er Leiter der Dirigentenklasse an der Staatlichen Hochschule für Musik Weimar.:141 Er setzte sich für die Stiftung des Franz-Liszt-Staatspreises des Landes Thüringen ein. Weitere Aufgaben waren die Leitung des Thüringer Musikwesens und Kustos des Liszt-Museums. Abendroth war designierter Präsident der 1957 gegründeten Robert-Schumann-Gesellschaft. In Weimar hatte er Kontakte zu Gerhard Bosse und Hans Joachim Moser. Im Ausland traf er auf Tichon Chrennikow, Arvīds Jansons, Swjatoslaw Richter und Dmitri Schostakowitsch (Sowjetunion), Witold Lutosławski (Polen) und Zoltán Kodály (Ungarn). Schostakowitsch sah in Abendroth einen erstklassigen Interpreten Beethovens.:131

### Berliner und Leipziger Rundfunkorchester
Im Jahr 1949 übernahm er als Nachfolger von Gerhart Wiesenhütter die Leitung des Rundfunk-Sinfonieorchesters Leipzig und 1953 des Rundfunk-Sinfonieorchesters Berlin. Abendroth dirigierte in der Saison 1955/56 insgesamt 14 Anrechtskonzerte in Sachsen. Insbesondere mit dem Leipziger Rundfunkorchester entstanden zahlreiche Rundfunk- und Schallplattenaufnahmen (Brahms, Bruckner, Beethoven, Schubert, Schumann, Mendelssohn, Strauss, Wagner, Tschaikowski, Kalinnikow, Mozart und Haydn). Er war ein überzeugter Raucher. Deshalb handelte er vor Beginn seines Dirigats mit dem Leipziger Rundfunk einen schriftlichen Vertrag aus, der ihm als Einzigem in der ganzen Liegenschaft den Konsum ermöglichte.
Er wurde 1949 in den Deutschen Volkskongress gewählt. Von 1949 bis 1950 gehörte er als Einzelmitglied der Provisorischen Volkskammer und von 1950 bis 1954 für den Kulturbund der 1. Volkskammer der DDR an. Im Jahr 1951 wurde er als Mitglied in die Staatliche Kommission für Kunstangelegenheiten aufgenommen. Der Dirigent Christian Thielemann beschrieb 2012 in seinem Buch Mein Leben mit Wagner: „Abendroths vermeintliches Paktieren mit den politischen Mächten vor und nach 1945 wird ihm zum Verhängnis. Die Bundesrepublik Deutschland […] erklärt den einstigen NSDAP-Parteibuchträger und Staatsbürger der DDR zur Persona non grata  […].“
Hermann Abendroth verstarb nach kurzer schwerer Krankheit am 29. Mai 1956 im Universitätsklinikum Jena.

## Postum

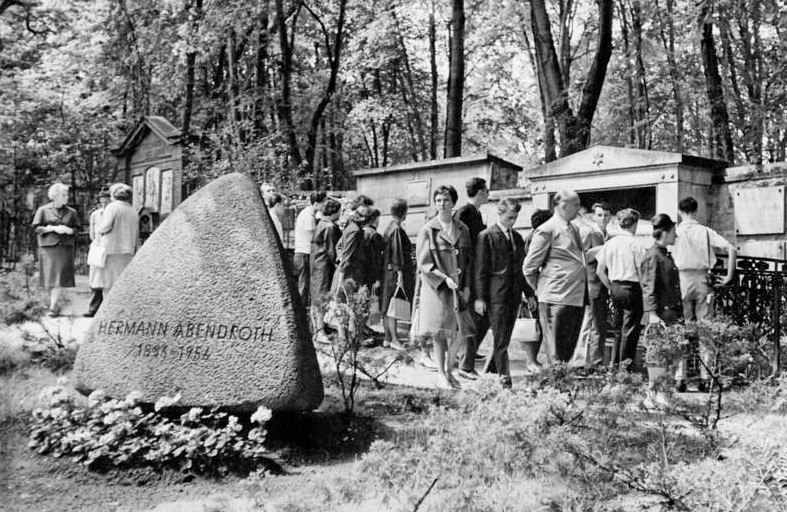
Abendroths Grabstelle (1964)

Abendroths letzte Ruhestätte liegt auf dem Ehrengräberfeld des Historischen Friedhofs in Weimar. Die Trauerrede hielt Superintendent in Weimar Ingo Braecklein. Die Ehrenwache beim Staatsbegräbnis setzte sich aus den Musikern Richard Münnich, Helmuth Holzhauer, Gerhard Pflüger, Max Butting und Johann Cilenšek zusammen.:153 Der bekannte sowjetische Geiger Dawid Oistrach verfasste einen Nachruf auf Abendroth: Für ihn war er ein „gewaltiger Künstler“. Von der Stadt Weimar wurde der Grabstein in Form eines Findlings gestiftet, der als einzigen Schmuck eine vergoldete Inschrift mit dem Namen Abendroths enthielt.
Anlässlich Abendroths ersten Todestages brachte die Deutsche Post der DDR eine Sondermarke heraus. In Köln-Seeberg (Abendrothstraße) und Weimar (Hermann-Abendroth-Straße) wurden Straßen nach ihm benannt.
Abendroths Witwe und Alleinerbin übergab 1970 und 1971 die Nationalpreisträger-Hermann-Abendroth-Schenkung in Höhe von 300.000 Deutschen Mark an die Marie-Seebach-Stiftung.:138 Sie diente der Finanzierung bedürftiger Musiker.
Die Hochschule für Musik Franz Liszt Weimar vergab zum 50. Todestag (2006) im Rahmen eines Dirigentenwettbewerbs den mit 5.000 Euro dotierten Hermann-Abendroth-Preis an Hendrik Vestmann.
Sein schriftlicher Nachlass befindet sich heute im Hochschularchiv/Thüringischen Landesmusikarchiv Weimar.

## Bedeutung
Abendroth wurde unter anderem mit seinem Zeitgenossen Wilhelm Furtwängler verglichen und einmal als „Furtwängler der DDR“ betitelt. Der Musikpublizist Friedrich Herzfeld bezeichnete ihn als den „Typus des kraftvoll-gesunden, teutschen Stabmeisters“. Er stehe in einer „sächsischen Tradition“ mit Franz Konwitschny und Kurt Masur. Von sogenannten „Pultvirtuosen“ hielt er wenig, er strebte vielmehr Werktreue an. Nach dem Musikkritiker Karl Laux gelang es ihm, „in wenigen Proben auch ein minder hochstehendes Orch. zu Höchstleistungen anzufeuern“. Der Komponist Rudolf Wagner-Régeny schrieb ihm 1956 folgende Charaktereigenschaften zu: Aufrichtigkeit, Geradlinigkeit, Exaktheit und Routiniertheit. Der Dirigent Bernhard Böttner erinnerte sich bei Abendroth an „sein distanziertes, aber stets vorbildliches Wesen“, seine „natürliche Autorität“ und seine „physische und geistige Ausstrahlung“.:146 Der Musikkritiker Gottfried Schmiedel hob Abendroths „Einfachheit“, „Sinn für Humor“ und „Offenherzigkeit“ hervor.
Abendroth pflegte besonders das klassisch-romantische Repertoire von Beethoven, Brahms und Bruckner, aber auch von Haydn, Mozart, Schubert, Schumann und Tschaikowski. Zeitgenössische Musik führte er vor allem von Johann Nepomuk David, Wolfgang Fortner, Ottmar Gerster und Karl Höller auf. Der Solo-Cellist des Rundfunk-Sinfonieorchesters Berlin Fritz Klingenstein sah in Abendroth „einen ausgezeichneten Dirigenten, aber hauptsächlich für klassische Werke, nicht für moderne Musik“.
Es gibt wenige LP- bzw. CD-Einspielungen, und eine vollständige Diskografie existiert bisher nicht. Seine Einspielung der Wagner-Oper Die Meistersinger von Nürnberg mit dem Bayreuther Festspielorchester aus dem Jahr 1943 gilt nach Einschätzung der Fachwelt als die wichtigste historische Aufnahme des Werkes. Das Label Querstand veröffentlichte 2012 in Zusammenarbeit mit dem Deutschen Rundfunkarchiv und dem Mitteldeutschen Rundfunk historische Aufnahmen mit dem Gewandhausorchester.
Viele Dirigenten gingen bei ihm in die Lehre:
- Köln: Gustav Classens, Ingolf Dahl, Oskar Disler, Heinz Dressel, Karl Elmendorff, Hermann Hildebrandt, Hanns Kleinertz, Felix Oberborbeck, Karl Hermann Pillney, Hermann Schroeder, Wilhelm Schüchter, William Steinberg, Michael Taube und Bruno Vondenhoff
- Leipzig: Egon Bölsche, Balys Dvarionas und Karl Münchinger
- Weimar: Bernhard Böttner, Carl-Heinz Dieckmann, Heinz Fricke, Wolf-Dieter Hauschild, Günther Herbig, Theodor Hlouschek, Walter Schönheit, und Roland Wambeck

## Weitere fotografische Darstellung Abendroths (Auswahl)
- Abraham Pisarek: Hermann Abendroth (1950er Jahre; aus einer Serie von Aufnahmen)[32]

## Ehrungen, Preise und Auszeichnungen
- 1935 Denkmünze in Gold der Gesellschaft zur Beförderung gemeinnütziger Tätigkeit in Lübeck (gemeinsam mit Wilhelm Furtwängler)
- 1937 Komturkreuz des St.-Sava-Ordens[2]:94
- 1944 Kriegsverdienstkreuz (1939), II. Klasse ohne Schwerter
- 1946 Thüringischer Staatsrat: Ernennungsurkunde zur Anerkennung der außerordentlichen Verdienste um die Wiederbelebung der künstlerischen Tradition Weimars
- 1949 Nationalpreis der DDR für Kunst und Literatur, II. Klasse
- 1952 Mitglied der Sektion Musik der Deutschen Akademie der Künste
- 1952 Ehrenmitglied der Mecklenburgischen Staatskapelle Schwerin[33]
- 1953 Ehrendirigent der Landes-Sinfonieochesters Sachsen-Anhalt[34]
- 1953 Ehrenbürgerrecht der Stadt Weimar (anlässlich seines 70. Geburtstages)
- 1953 Ehrensenator der Friedrich-Schiller-Universität Jena
- 1954 Vaterländischer Verdienstorden der DDR in Silber
- 19?? Ehrenmitglied des Fachverbandes Deutscher Berufschorleiter[35]

## Schriften
- Nachrichtendienst der Reichsfachschaft 3, Musikerzieher, der Reichsmusikerschaft in der Reichsmusikkammer. Berlin 1935. (als Herausgeber)
- Höchste Vollendung. In: Richard Petzoldt (Hrsg.): Johann Sebastian Bach. Das Schaffen des Meisters im Spiegel einer Stadt. Volk und Buch, Leipzig 1950, S. 82.

## Diskografie (Auswahl)
- Johannes Brahms, Sinfonie Nr. 1/2/3/4, Ludwig van Beethoven, 9. Sinfonie, RSO Leipzig und Prag, 1942–52, 3 CDs, Tahra 2009.
- Ludwig van Beethoven, 9. Sinfonie, RSO Berlin, 1950, Tahra 2010.
- Ludwig van Beethoven, Violinkonzert, RSO Berlin und David Oistrach (Violine), 1952/60, Archipel 2011.
- Ludwig van Beethoven, 4. Klavierkonzert, Peter Tschaikowski, Klavierkonzert Nr. 1, Branka Musulin und Günter Kootz (Klavier), RSO Leipzig, 1950, Tahra 2010.
- Anton Bruckner, 5. Sinfonie, RSO Leipzig, 1949, Berlin Classics 1996.
- Anton Bruckner, 7. Sinfonie, Peter Tschaikowski, 6. Sinfonie, Suite Nr. 3, RSO Leipzig und Berlin, 1950–56, 2 CDs, Tahra 2009.
- Anton Bruckner, 9. Sinfonie, RSO Leipzig, 1951, Berlin Classics 1993.
- Joseph Haydn, Sinfonie Nr. 1, RSO Leipzig, 1949, Berlin Classics 1997.
- Joseph Haydn, 88. Sinfonie und 97. Sinfonie, RSO Leipzig und Berlin, 1955/56, Berlin Classics 1996.
- Franz Schubert, Sinfonie in h-Moll, Große Sinfonie in C-Dur, RSO Leipzig, 1949/50, Berlin Classics 1993.
- Richard Strauss, Don Juan, Tod und Verklärung und Till Eulenspiegels lustige Streiche, RSO Leipzig, 1949–50, Tahra 2009.
- Richard Strauss, Festliches Präludium, Eugen d’Albert, Cellokonzert, Engelbert Humperdinck, Maurische Rhapsodie, Gewandhausorchester Leipzig, 1940–45, Querstand 2012.
- Peter Tschaikowski, Sinfonie Nr. 4, Robert Schumann, 4. Sinfonie, RSO Leipzig, 1951/56, Berlin Classics 1993.
- Peter Tschaikowski, Sinfonie Nr. 6, RSO Leipzig, 1952, Berlin Classics 1993.
- Richard Wagner, Die Meistersinger von Nürnberg, Orchester der Bayreuther Festspiele, 1943, 4 CDs, Myto 2008.
- Sinfonien von Mozart, Beethoven, Schubert, Schumann, Brahms, Bruckner und Tschaikowski, RSO Leipzig, 1949–56, 7 CDs, Berlin Classics 2006.

## Filmografie
Hermann Abendroth übernahm in folgenden Filmen die Musikausführung:
- Die Unbekannte. Spielfilm, Deutschland 1936. Regie: Frank Wisbar.
- Johann Sebastian Bach. Kurz-Dokumentarfilm, DDR 1950. Regie: Ernst Dahle.

### Monografie
- Irina Lucke-Kaminiarz: Hermann Abendroth – Ein Musiker im Wechselspiel der Zeitgeschichte. Weimarer Taschenbuch Verlag, Weimar 2007, ISBN 978-3-937939-65-0.

### Nachschlagewerke
- Bernd-Rainer Barth, Ingrid Kirschey-Feix: Abendroth, Hermann. In: Wer war wer in der DDR? 5. Ausgabe. Band 1. Ch. Links, Berlin 2010, ISBN 978-3-86153-561-4.
- Carl Dahlhaus, Hans Heinrich Eggebrecht, Kurt Oehl (Hrsg.): Brockhaus-Riemann Musiklexikon. Schott, Mainz 1995, ISBN 3-254-08396-2, Band 1, S. 9.
- Erwin Dickhoff: Essener Köpfe: wer war was? Verlag Richard Bacht, Essen 1985, ISBN 3-87034-037-1.
- Paul Frank, Wilhelm Altmann: Kurzgefasstes Tonkünstler-Lexikon. 15. Auflage. Heinrichshofen’s Verlag, Wilhelmshaven 1936, S. 1.
- Abendroth, Hermann. In: Stefan Jaeger (Hrsg.): Das Atlantisbuch der Dirigenten. Eine Enzyklopädie. Atlantis, Zürich 1985, ISBN 3-254-00106-0, S. 46.
- Ernst Klee: Das Kulturlexikon zum Dritten Reich. Wer war was vor und nach 1945. S. Fischer, Frankfurt am Main 2007, ISBN 978-3-10-039326-5, S. 9
- Wolfgang Klötzer (Hrsg.): Frankfurter Biographie. Personengeschichtliches Lexikon. Erster Band. A–L (= Veröffentlichungen der Frankfurter Historischen Kommission. Band XIX, Nr. 1). Waldemar Kramer, Frankfurt am Main 1994, ISBN 3-7829-0444-3, S. 9.
- Karl Laux: Abendroth, Hermann. In: Friedrich Blume (Hrsg.): Die Musik in Geschichte und Gegenwart (MGG). Erste Ausgabe, Band 1 (Aachen – Blumner). Bärenreiter/Metzler, Kassel u. a. 1949, DNB 550439609, Sp. 35–36 (= Digitale Bibliothek Band 60, S. 711–713)
- Karl Laux, Schriftleitung MGG: Abendroth, Hermann. In: Ludwig Finscher (Hrsg.): Die Musik in Geschichte und Gegenwart. Zweite Ausgabe, Personenteil, Band 1 (Aagard – Baez). Bärenreiter/Metzler, Kassel u. a. 1999, ISBN 3-7618-1111-X, Sp. 39–40 (Online-Ausgabe, für Vollzugriff Abonnement erforderlich)
- Robert Philip: Abendroth, Hermann. In: Grove Music Online. Oxford Music Online. 20. August 2012.
- Fred K. Prieberg: Handbuch Deutsche Musiker 1933–1945. CD-ROM-Lexikon, Kiel 2009, 2. Auflage, S. 48–60. online
- Horst Riedel: Stadtlexikon Leipzig von A bis Z. 1. Auflage. Pro Leipzig Verlag, Leipzig 2005, ISBN 3-936508-03-8, S. 6.
- Abendroth, Hermann. In: Stanley Sadie (Hrsg.): The New Grove Dictionary of Music and Musicians. Band 1: A – Bacilly. Macmillan, London u. a. 1980, ISBN 0-333-23111-2.
- Gottfried Schmiedel: Hermann Abendroth. In: Dietrich Brennecke, Hannelore Gerlach, Mathias Hansen (Hrsg.): Musiker in unserer Zeit. Mitglieder der Sektion Musik der Akademie der Künste der DDR. Deutscher Verlag für Musik, Leipzig 1979, S. 80 ff.
- Michael Schwalb: Abendroth, Hermann. In: Julian Caskel, Hartmut Hein (Hrsg.): Handbuch Dirigenten. 250 Porträts. Bärenreiter, Kassel 2015, ISBN 978-3-7618-2174-9, S. 58.
- Sächsische Dirigenten. Franz Konwitschny, Hermann Abendroth, Kurt Masur. In: Wolfgang Schreiber: Große Dirigenten. Piper Verlag, München 2007, ISBN 978-3-492-25072-6, S. 388 ff.
- Erich Stockhorst: Fünftausend Köpfe. Wer war was im Dritten Reich. blick + bild Verlag, 1967, S. 27.
- Robert Volz (Hrsg.): Reichshandbuch der Deutschen Gesellschaft – Das Handbuch der Persönlichkeiten in Wort und Bild. Erster Band. Deutscher Wirtschaftsverlag, Berlin 1930, ISBN 3-598-30664-4, S. 3.
- Abendroth, Hermann. In: Egon Voss: Die Dirigenten der Bayreuther Festspiele. Gustav Bosse Verlag, Regensburg 1976, ISBN 3-7649-2062-9, S. 103.
- Joseph Wulf: Kultur im Dritten Reich. Band 5: Musik. Verlag Ullstein, Frankfurt am Main 1989, ISBN 3-550-07059-4.

### Einzelstudien und Aufsätze
- Georg Brieger: Hermann Abendroth 70 Jahre. In: Musica. 7 (1953), S. 32.
- Hermann Abendroth als Chefdirigent. 1949 bis 1956. In: Jörg Clemen, Steffen Lieberwirth: Mitteldeutscher Rundfunk. Die Geschichte des Sinfonieorchesters. Verlag Klaus-Jürgen Kamprad, Altenburg 1999, ISBN 3-930550-09-1, S. 119 ff.
- Jörg Clemen: Hermann Abendroth und das Gewandhausorchester. In: Thomas Schinköth (Hrsg.): Musikstadt Leipzig im NS-Staat. Beiträge zu einem verdrängten Thema. Kamprad, Altenburg 1997, ISBN 3-930550-04-0, S. 250–260.
- Markus Gärtner: „Kein Wort von Erfüllung meiner Bedingungen“! Der Briefwechsel zwischen Hermann Abendroth und Hans Pfitzner. In: Die Tonkunst. 2 (2008) 2, S. 229–240.
- Ernst Krause: In memoriam Hermann Abendroth. In: Musica. 10 (1956), S. 538–539.
- Peter Ranft: „Fesselnd, eigenartig“. Ein Dirigent urteilt über zeitgenössische Kompositionen. In: Mitteilungen. 25 (1987), S. 15–16.
- Eberhard Rebling: Dem Gedenken Hermann Abendroths. In: Musik und Gesellschaft. 6 (1956), S. 246 f.
- Joseph Wulf: Musik im Dritten Reich. Eine Dokumentation. S. Mohn, Gütersloh 1963 (Lizenzausgabe Rowohlt 1966), S. 23, 58 f., 78, 200, 227, 300, 302, 335, 337–339, 352, 359, 400, 461 f. Enthält Briefe und Auszüge aus Zeitungsartikeln von Hermann Abendroth